# Eleições legislativas portuguesas de 1976 no distrito de Faro
| Eleições legislativas portuguesas de 1976 Distritos: Aveiro \| Beja \| Braga \| Bragança \| Castelo Branco \| Coimbra \| Évora \| Faro \| Guarda \| Leiria \| Lisboa \| Portalegre \| Porto \| Santarém \| Setúbal \| Viana do Castelo \| Vila Real \| Viseu \| Açores \| Madeira \| Estrangeiro |

## Resultados por Concelho
Os resultados nos concelhos do Distrito de Faro foram os seguintes:

### Albufeira
| Partido                 | Partido                     | Votos  | %               |
| ----------------------- | --------------------------- | ------ | --------------- |
|                         | Partido Socialista          | 4 238  | 43,72 / 100,00  |
|                         | Partido Popular Democrático | 2 399  | 24,75 / 100,00  |
|                         | Partido Comunista Português | 1 007  | 10,39 / 100,00  |
|                         | Centro Democrático e Social | 824    | 8,50 / 100,00   |
|                         | Frente Socialista Popular   | 143    | 1,48 / 100,00   |
|                         | União Democrática Popular   | 129    | 1,33 / 100,00   |
|                         | Outros                      | 339    | 3,49 / 100,00   |
| Votos Inválidos         | Votos Inválidos             | 615    | 6,34 / 100,00   |
| Total                   | Total                       | 9 694  | 100,00 / 100,00 |
| Eleitorado/Participação | Eleitorado/Participação     | 12 374 | 78,34 / 100,00  |

### Alcoutim
| Partido                 | Partido                      | Votos | %               |
| ----------------------- | ---------------------------- | ----- | --------------- |
|                         | Partido Socialista           | 1 481 | 43,44 / 100,00  |
|                         | Partido Popular Democrático  | 601   | 17,63 / 100,00  |
|                         | Partido Comunista Português  | 450   | 13,20 / 100,00  |
|                         | Centro Democrático e Social  | 107   | 3,14 / 100,00   |
|                         | Frente Socialista Popular    | 96    | 2,82 / 100,00   |
|                         | União Democrática Popular    | 68    | 1,99 / 100,00   |
|                         | Partido da Democracia Cristã | 38    | 1,11 / 100,00   |
|                         | Outros                       | 154   | 4,52 / 100,00   |
| Votos Inválidos         | Votos Inválidos              | 414   | 12,15 / 100,00  |
| Total                   | Total                        | 3 409 | 100,00 / 100,00 |
| Eleitorado/Participação | Eleitorado/Participação      | 4 683 | 72,80 / 100,00  |

### Aljezur
| Partido                 | Partido                             | Votos | %               |
| ----------------------- | ----------------------------------- | ----- | --------------- |
|                         | Partido Socialista                  | 1 350 | 37,64 / 100,00  |
|                         | Partido Comunista Português         | 857   | 23,89 / 100,00  |
|                         | Partido Popular Democrático         | 507   | 14,13 / 100,00  |
|                         | Frente Socialista Popular           | 187   | 5,21 / 100,00   |
|                         | Centro Democrático e Social         | 113   | 3,15 / 100,00   |
|                         | União Democrática Popular           | 58    | 1,62 / 100,00   |
|                         | Movimento de Esquerda Socialista    | 57    | 1,59 / 100,00   |
|                         | Aliança Operária Camponesa          | 40    | 1,12 / 100,00   |
|                         | Partido da Democracia Cristã        | 36    | 1,00 / 100,00   |
|                         | Partido Comunista de Portugal (m-l) | 36    | 1,00 / 100,00   |
|                         | Outros                              | 68    | 1,90 / 100,00   |
| Votos Inválidos         | Votos Inválidos                     | 278   | 7,75 / 100,00   |
| Total                   | Total                               | 3 587 | 100,00 / 100,00 |
| Eleitorado/Participação | Eleitorado/Participação             | 4 509 | 79,55 / 100,00  |

### Castro Marim
| Partido                 | Partido                     | Votos | %               |
| ----------------------- | --------------------------- | ----- | --------------- |
|                         | Partido Socialista          | 2 280 | 51,90 / 100,00  |
|                         | Partido Popular Democrático | 781   | 17,78 / 100,00  |
|                         | Partido Comunista Português | 326   | 7,42 / 100,00   |
|                         | Centro Democrático e Social | 179   | 4,07 / 100,00   |
|                         | União Democrática Popular   | 135   | 3,07 / 100,00   |
|                         | Frente Socialista Popular   | 114   | 2,60 / 100,00   |
|                         | Outros                      | 175   | 3,98 / 100,00   |
| Votos Inválidos         | Votos Inválidos             | 403   | 9,17 / 100,00   |
| Total                   | Total                       | 4 393 | 100,00 / 100,00 |
| Eleitorado/Participação | Eleitorado/Participação     | 5 690 | 77,21 / 100,00  |

### Faro
| Partido                 | Partido                     | Votos  | %               |
| ----------------------- | --------------------------- | ------ | --------------- |
|                         | Partido Socialista          | 11 110 | 42,48 / 100,00  |
|                         | Partido Popular Democrático | 5 552  | 21,23 / 100,00  |
|                         | Partido Comunista Português | 4 529  | 17,32 / 100,00  |
|                         | Centro Democrático e Social | 1 928  | 7,37 / 100,00   |
|                         | União Democrática Popular   | 747    | 2,86 / 100,00   |
|                         | Frente Socialista Popular   | 292    | 1,12 / 100,00   |
|                         | Outros                      | 854    | 3,26 / 100,00   |
| Votos Inválidos         | Votos Inválidos             | 1 141  | 4,36 / 100,00   |
| Total                   | Total                       | 26 153 | 100,00 / 100,00 |
| Eleitorado/Participação | Eleitorado/Participação     | 32 133 | 81,39 / 100,00  |

### Lagoa
| Partido                 | Partido                     | Votos  | %               |
| ----------------------- | --------------------------- | ------ | --------------- |
|                         | Partido Socialista          | 4 070  | 44,56 / 100,00  |
|                         | Partido Popular Democrático | 1 644  | 18,00 / 100,00  |
|                         | Partido Comunista Português | 1 486  | 16,27 / 100,00  |
|                         | Centro Democrático e Social | 550    | 6,02 / 100,00   |
|                         | Frente Socialista Popular   | 236    | 2,58 / 100,00   |
|                         | União Democrática Popular   | 172    | 1,88 / 100,00   |
|                         | Outros                      | 377    | 4,12 / 100,00   |
| Votos Inválidos         | Votos Inválidos             | 599    | 6,56 / 100,00   |
| Total                   | Total                       | 9 134  | 100,00 / 100,00 |
| Eleitorado/Participação | Eleitorado/Participação     | 10 404 | 87,79 / 100,00  |

### Lagos
| Partido                 | Partido                          | Votos  | %               |
| ----------------------- | -------------------------------- | ------ | --------------- |
|                         | Partido Socialista               | 5 562  | 45,83 / 100,00  |
|                         | Partido Comunista Português      | 2 515  | 20,73 / 100,00  |
|                         | Partido Popular Democrático      | 1 440  | 11,87 / 100,00  |
|                         | Centro Democrático e Social      | 643    | 5,30 / 100,00   |
|                         | União Democrática Popular        | 435    | 3,58 / 100,00   |
|                         | Frente Socialista Popular        | 328    | 2,70 / 100,00   |
|                         | Movimento de Esquerda Socialista | 156    | 1,29 / 100,00   |
|                         | Outros                           | 433    | 3,57 / 100,00   |
| Votos Inválidos         | Votos Inválidos                  | 623    | 5,13 / 100,00   |
| Total                   | Total                            | 12 135 | 100,00 / 100,00 |
| Eleitorado/Participação | Eleitorado/Participação          | 14 405 | 84,24 / 100,00  |

### Loulé
| Partido                 | Partido                      | Votos  | %               |
| ----------------------- | ---------------------------- | ------ | --------------- |
|                         | Partido Socialista           | 9 921  | 39,55 / 100,00  |
|                         | Partido Popular Democrático  | 7 405  | 29,52 / 100,00  |
|                         | Partido Comunista Português  | 2 065  | 8,23 / 100,00   |
|                         | Centro Democrático e Social  | 1 935  | 7,71 / 100,00   |
|                         | União Democrática Popular    | 526    | 2,10 / 100,00   |
|                         | Frente Socialista Popular    | 441    | 1,76 / 100,00   |
|                         | Partido da Democracia Cristã | 265    | 1,06 / 100,00   |
|                         | Outros                       | 921    | 3,67 / 100,00   |
| Votos Inválidos         | Votos Inválidos              | 1 605  | 6,39 / 100,00   |
| Total                   | Total                        | 25 084 | 100,00 / 100,00 |
| Eleitorado/Participação | Eleitorado/Participação      | 32 232 | 77,82 / 100,00  |

### Monchique
| Partido                 | Partido                      | Votos | %               |
| ----------------------- | ---------------------------- | ----- | --------------- |
|                         | Partido Socialista           | 2 518 | 38,60 / 100,00  |
|                         | Partido Popular Democrático  | 1 816 | 27,84 / 100,00  |
|                         | Partido Comunista Português  | 723   | 11,08 / 100,00  |
|                         | Centro Democrático e Social  | 312   | 4,78 / 100,00   |
|                         | Frente Socialista Popular    | 149   | 2,28 / 100,00   |
|                         | Partido da Democracia Cristã | 96    | 1,47 / 100,00   |
|                         | União Democrática Popular    | 76    | 1,16 / 100,00   |
|                         | Outros                       | 224   | 3,44 / 100,00   |
| Votos Inválidos         | Votos Inválidos              | 610   | 9,35 / 100,00   |
| Total                   | Total                        | 6 524 | 100,00 / 100,00 |
| Eleitorado/Participação | Eleitorado/Participação      | 8 162 | 79,93 / 100,00  |

### Olhão
| Partido                 | Partido                     | Votos  | %               |
| ----------------------- | --------------------------- | ------ | --------------- |
|                         | Partido Socialista          | 10 620 | 55,97 / 100,00  |
|                         | Partido Popular Democrático | 2 836  | 14,95 / 100,00  |
|                         | Partido Comunista Português | 1 543  | 8,13 / 100,00   |
|                         | Centro Democrático e Social | 1 187  | 6,26 / 100,00   |
|                         | MRPP                        | 723    | 3,81 / 100,00   |
|                         | União Democrática Popular   | 327    | 1,72 / 100,00   |
|                         | Frente Socialista Popular   | 267    | 1,41 / 100,00   |
|                         | Outros                      | 526    | 2,78 / 100,00   |
| Votos Inválidos         | Votos Inválidos             | 947    | 4,99 / 100,00   |
| Total                   | Total                       | 18 976 | 100,00 / 100,00 |
| Eleitorado/Participação | Eleitorado/Participação     | 23 582 | 80,47 / 100,00  |

### Portimão
| Partido                 | Partido                     | Votos  | %               |
| ----------------------- | --------------------------- | ------ | --------------- |
|                         | Partido Socialista          | 9 927  | 47,09 / 100,00  |
|                         | Partido Comunista Português | 3 715  | 17,62 / 100,00  |
|                         | Partido Popular Democrático | 3 188  | 15,12 / 100,00  |
|                         | Centro Democrático e Social | 1 630  | 7,73 / 100,00   |
|                         | União Democrática Popular   | 557    | 2,64 / 100,00   |
|                         | Frente Socialista Popular   | 509    | 2,41 / 100,00   |
|                         | Outros                      | 628    | 2,98 / 100,00   |
| Votos Inválidos         | Votos Inválidos             | 925    | 4,39 / 100,00   |
| Total                   | Total                       | 21 079 | 100,00 / 100,00 |
| Eleitorado/Participação | Eleitorado/Participação     | 24 347 | 86,58 / 100,00  |

### São Brás de Alportel
| Partido                 | Partido                     | Votos | %               |
| ----------------------- | --------------------------- | ----- | --------------- |
|                         | Partido Socialista          | 2 079 | 47,67 / 100,00  |
|                         | Partido Popular Democrático | 935   | 21,44 / 100,00  |
|                         | Partido Comunista Português | 532   | 12,20 / 100,00  |
|                         | Centro Democrático e Social | 305   | 6,99 / 100,00   |
|                         | Frente Socialista Popular   | 61    | 1,40 / 100,00   |
|                         | União Democrática Popular   | 50    | 1,15 / 100,00   |
|                         | Outros                      | 149   | 3,42 / 100,00   |
| Votos Inválidos         | Votos Inválidos             | 250   | 5,73 / 100,00   |
| Total                   | Total                       | 4 361 | 100,00 / 100,00 |
| Eleitorado/Participação | Eleitorado/Participação     | 5 707 | 76,41 / 100,00  |

### Silves
| Partido                 | Partido                     | Votos  | %               |
| ----------------------- | --------------------------- | ------ | --------------- |
|                         | Partido Socialista          | 8 157  | 41,32 / 100,00  |
|                         | Partido Comunista Português | 4 349  | 22,03 / 100,00  |
|                         | Partido Popular Democrático | 3 173  | 16,07 / 100,00  |
|                         | Centro Democrático e Social | 1 086  | 5,50 / 100,00   |
|                         | União Democrática Popular   | 591    | 2,99 / 100,00   |
|                         | Frente Socialista Popular   | 411    | 2,08 / 100,00   |
|                         | Outros                      | 957    | 4,85 / 100,00   |
| Votos Inválidos         | Votos Inválidos             | 1 017  | 5,15 / 100,00   |
| Total                   | Total                       | 19 741 | 100,00 / 100,00 |
| Eleitorado/Participação | Eleitorado/Participação     | 24 160 | 81,71 / 100,00  |

### Tavira
| Partido                 | Partido                     | Votos  | %               |
| ----------------------- | --------------------------- | ------ | --------------- |
|                         | Partido Socialista          | 6 333  | 45,36 / 100,00  |
|                         | Partido Popular Democrático | 3 091  | 22,14 / 100,00  |
|                         | Centro Democrático e Social | 1 284  | 9,20 / 100,00   |
|                         | Partido Comunista Português | 845    | 6,05 / 100,00   |
|                         | União Democrática Popular   | 534    | 3,82 / 100,00   |
|                         | Frente Socialista Popular   | 315    | 2,26 / 100,00   |
|                         | Outros                      | 655    | 4,70 / 100,00   |
| Votos Inválidos         | Votos Inválidos             | 904    | 6,48 / 100,00   |
| Total                   | Total                       | 13 961 | 100,00 / 100,00 |
| Eleitorado/Participação | Eleitorado/Participação     | 19 752 | 70,68 / 100,00  |

### Vila do Bispo
| Partido                 | Partido                     | Votos | %               |
| ----------------------- | --------------------------- | ----- | --------------- |
|                         | Partido Socialista          | 1 468 | 42,33 / 100,00  |
|                         | Partido Comunista Português | 601   | 17,33 / 100,00  |
|                         | Partido Popular Democrático | 399   | 11,51 / 100,00  |
|                         | Centro Democrático e Social | 228   | 6,57 / 100,00   |
|                         | Frente Socialista Popular   | 146   | 4,21 / 100,00   |
|                         | União Democrática Popular   | 140   | 4,04 / 100,00   |
|                         | MRPP                        | 39    | 1,12 / 100,00   |
|                         | Outros                      | 134   | 3,86 / 100,00   |
| Votos Inválidos         | Votos Inválidos             | 313   | 9,02 / 100,00   |
| Total                   | Total                       | 3 468 | 100,00 / 100,00 |
| Eleitorado/Participação | Eleitorado/Participação     | 4 292 | 80,80 / 100,00  |

### Vila Real de Santo António
| Partido                 | Partido                     | Votos  | %               |
| ----------------------- | --------------------------- | ------ | --------------- |
|                         | Partido Socialista          | 4 296  | 46,01 / 100,00  |
|                         | Partido Comunista Português | 2 124  | 22,75 / 100,00  |
|                         | Partido Popular Democrático | 1 138  | 12,19 / 100,00  |
|                         | Centro Democrático e Social | 488    | 5,23 / 100,00   |
|                         | União Democrática Popular   | 388    | 4,16 / 100,00   |
|                         | Frente Socialista Popular   | 139    | 1,49 / 100,00   |
|                         | Outros                      | 292    | 3,14 / 100,00   |
| Votos Inválidos         | Votos Inválidos             | 472    | 5,06 / 100,00   |
| Total                   | Total                       | 9 337  | 100,00 / 100,00 |
| Eleitorado/Participação | Eleitorado/Participação     | 10 918 | 85,52 / 100,00  |